# Загорцы (Львовская область)
Загорцы (укр. Загірці) — село в Заболотцевской сельской общине Золочевского района Львовской области Украины.
Население по переписи 2001 года составляло 82 человека. Занимает площадь 0,493 км². Почтовый индекс — 80660. Телефонный код — 3266.